# Рабе, Йон
Йон Ха́йнрих Де́тлеф Ра́бе (нем. John Heinrich Detlef Rabe; 23 ноября 1882, Гамбург, Германская империя — 5 января 1950, Берлин, ГДР) — немецкий предприниматель, гуманист.
В 1911—1938 годах Йон Рабе был сотрудником компании Siemens China Co. (филиал компании Siemens в Китае), став в 1931 году её генеральным директором. Член национал-социалистической немецкой рабочей партии.
Во время его нахождения в Нанкине в город вошли японские войска, учинившие беспощадную расправу над населением. Рабе выступил против зверств японских солдат. Организованная при его непосредственном участии Нанкинская зона безопасности спасла около 250000 китайцев в ходе Нанкинской резни.
Несмотря на неоднократные требования германских властей, Рабе долгое время не покидал зону безопасности, так как от его присутствия зависело, будут ли жить обитатели зоны. Рабе смог наладить снабжение свободной зоны продовольствием и медикаментами. По прибытии в Германию его ждал арест со стороны гестапо, которое проверяло его на благонадёжность: было мнение, что он симпатизирует коммунистам. В ходе проверки было решено, что он не вызывает никаких подозрений, и его отпустили.
В 1945 году после капитуляции Германии Рабе был снова арестован, но теперь уже союзниками (сначала советскими, затем британскими войсками). Последние проверяли его на причастность к нацистским преступлениям. 3 июня 1946 он был окончательно освобождён и признан денацифицированным.
Йон Рабе умер 5 января  1950 года от инсульта.

## Память
- В декабре 2013г. в городе Нанкин был завершен строительство сада Йона Рабе, и поставили его памятник привезенный из Германии.
- В честь Йона Рабе в городе Нанкин стоит памятник.

Рабе стал героем многих фильмов: 
- В фильме 1995 года Black Sun: The Nanking Massacre режиссёра Mou Tun Fei также показана деятельность миссионеров Минни Вотрин и Джозефа Фитча.
- В фильме 1995 года Don't Cry, Nanking режиссёра Wu Ziniu роль Рабе сыграл актёр Ульрих Оттенбургер (в титрах отмечен как Джон Роббинс).
- В документальном фильме 2007 года «Нанкин» режиссёра Билла Гуттентага роль Рабе сыграл актёр Юрген Прохнов.
- В фильме 2009 года «Город жизни и смерти» режиссёра Lu Chuan роль Рабе сыграл актёр Джон Пейсли.
- В фильме 2009 года «Йон Рабе» режиссёра Флориана Галленбергера роль Рабе сыграл актёр Ульрих Тукур.